# Philippe Gaury
Philippe Gaury, né le 13 janvier 1952 à Bressuire, est un écrivain français, historien de la Normandie, du Poitou et de la Vendée.

## Biographie
Ancien élève du lycée Saint-Joseph de Bressuire (Deux-Sèvres), titulaire en 1980 du diplôme d'État d'études comptables supérieures (aujourd'hui DSCG), et du diplôme de l'Institut national des techniques économiques et comptables du CNAM à Paris, il fut d'abord chef comptable dans plusieurs entreprises privées puis professeur de lycée professionnel titulaire en comptabilité et gestion à partir de 1982. Il quitta définitivement l'Éducation nationale en 1990 pour la Fonction publique territoriale. Il est actuellement attaché territorial principal en poste au conseil général de la Seine-Maritime à Rouen.
Adhérent de plusieurs sociétés historiques et scientifiques, ses articles dans diverses revues et bulletins depuis 1975, touchent différents thèmes de l'histoire militaire, économique et sociale, des communes en Poitou, Vendée et Normandie. Ses sources sont presque essentiellement manuscrites, bien souvent les archives communales, départementales et nationales. Son ouvrage en deux tomes sur Bressuire en Vendée militaire fut salué par ses confrères et la presse régionale. Il est lauréat du Prix du livre Historique 1990 décerné par la Société des écrivains de Vendée. Il écrit aussi des comédies sociales et de nombreux articles sur la Normandie.

## Publications

### Ouvrages historiques et biographies
- Saint-Laurent-sur-Sèvre, 1979, 60 p.
- Bressuire en Vendée militaire tome 1, histoire politique et militaire, éditions du Choletais, 1985, 215 p.
- Bressuire en Vendée militaire tome 2, ville martyre de la Révolution, éditions du Choletais, 1988, 234 p.
- Au pays des guerres de Vendée, Vendrennes, éditions du Choletais, 1986, 48 p.
- Je visite la Vendée, 1988, réédition 1993, éditions Hecate, Luçon, 96 p.
- La Terre et les Hommes de Vendrennes, Jean Yole, 1987, 50 p.
- Il était une fois entre Barentin et Yvetot, tome 1, édition de Fontenelle, Saint Wandrille, 1997, 380 p.
- Il était une fois entre Barentin et Yvetot, tome 2, édition Bertout, Luneray, 2003, 145 p.
- Le Culte des saints, fêtes et confréries en Normandie, 2006, 19 p.
- Barentin, éditions Le Pucheux,Fontaine-le-Bourg, 2011, 255 p.  (ISBN 978-2-918856-08-5)
- L'abbaye de La Grainetière en Vendée, 2022,48 p.  (ISBN 978-2-9584240-0-8)

### Théâtre
- Parlons-en, 2002, 51 p.
- Les Bénévoles, 2007, 48 p.